# Gerard de Schepper
Gerard de Schepper (5 december 1949) is een voormalig Nederlands voetbalscheidsrechter die van 1982 tot 1985 in de Eredivisie floot. In 1985 stopte hij met fluiten in het betaald voetbal.